# Coenzyme
 (novembre 2024).
Les coenzymes (féminin ou masculin,) sont des molécules organiques particulières, pouvant inclure des ions métalliques, ayant pour spécificité de servir de cofacteurs à certaines enzymes, en participant obligatoirement à la réaction catalytique. Deux types de coenzymes peuvent être distinguées : celles qui sont structurellement liées par une liaison covalente à l'enzyme au sein d'un complexe stable et qu'on qualifie de groupements prosthétiques, et celles qui se lient de manière transitoire à l'enzyme et participent au cycle catalytique.
Dans le cas des premières qui forment des complexes stables, la coenzyme fait partie intégrante de l'enzyme, la partie purement protéique est appelée apoenzyme ; tandis que la protéine associée à sa ou ses coenzyme(s) est appelée holoenzyme. La spécificité réactionnelle est portée par une structure de type holoenzymatique.
Les coenzymes sont impliquées directement dans la catalyse, par exemple :
- comme substrats particuliers (cosubstrats) comme des coenzymes apportant l'énergie (ATP, GTP, etc.) ou comme coenzymes rédox (NAD, FAD, groupements héminiques, etc.) ;
- comme activateurs de substrats [la Coenzyme A (constitué d'un nucléotide, l'adénosine diphosphate ou ADP, d'une vitamine, la vitamine B5 ou acide pantothénique et d'un acide aminé, la cystéine, légèrement modifiés et liés entre eux.), la Biotine alias vitamine B8,…) ;
- comme groupe, ou groupement, prosthétique, lié au site actif (Thiamine-pyrophosphate ou TPP, un dérivé de l'Aneurine alias vitamine B1, Pyridoxal-Phosphate ou PLP, un dérivé de la Pyridoxine alias vitamine B6, etc.).

Cette classification est contestable mais repose sur les fonctions (qui peuvent être regroupées autrement) et non sur la distinction groupement prosthétique/coenzyme libre. NAD est libre, FAD est lié mais les deux coenzymes ont le même rôle de transfert d'électrons et d'ions H+.
Autre possibilité de classement :
- des coenzymes rédox (qui existent donc sous deux formes, réduite et oxydée) ;
- des coenzymes de transfert de groupements ;
- des coenzymes activateurs de substrats (qui peuvent être classés aussi dans les précédents).

Note : l'UIPAC utilise une nomenclature différente : "Si le cofacteur se dissocie de l'enzyme après chaque cycle catalytique, il est appelé coenzyme [IUPAC], sinon c'est un groupe prosthétique [UIPAC]". Au vu des fonctions des coenzymes, cette approche ne semble pas pertinente. Les autres cofacteurs possibles sont des ions métalliques à l'exclusion de ceux inclus dans des coenzymes… Cas du Zn2+ libre alors ques ions du fer sont inclus dans des biomolécules (thème par ex.).

## Caractéristiques

### Définition
Une définition possible du mot "coenzyme" :
- molécule non protéique de faible masse molaire ;
- strictement indispensable à l'activité enzymatique mais non responsable de la stéréospécificité ni de l'orientation de la réaction ;
- de concentration cellulaire faible et donc toujours régénérée en fin de réaction par la réaction elle-même ou une autre réaction cellulaire ;
- incluant éventuellement un ion métallique participant à la réaction (Fer II ou III, Cobalt…) ou d'autres éléments (Soufre…). Dans certains cas, des ions métalliques participent par chélation (ex. : ions Mg2+ dans l'ATP, dont ils stabilisent la structure).

### Origine et biosynthèse
Les coenzymes sont indispensables à l'activité de l'enzyme. Ces composés organiques peuvent être :
- soit synthétisés par la cellule utilisatrice, au travers d'une voie de biosynthèse spécifique, le plus souvent complexe, pour des êtres vivants autotrophes ;
- soit obtenus, pour des êtres vivants incapables de les synthétiser (hétérotrophes), à partir de précurseurs dans le milieu pour certains cofacteurs chez les organismes auxotrophes. Pour les animaux supérieurs, ces cofacteurs ou leurs précurseurs sont des vitamines. Par exemple, pour les êtres humains, le phosphate de pyridoxal (PLP), la coenzyme de nombreuses décarboxylases et aminotransférases (transaminases), est dérivé de la pyridoxine (vitamine B6). En revanche, notre organisme est capable de synthétiser les porphyrines, constituant du groupement hème présent dans l'hémoglobine et les cytochromes.

Les organismes autotrophes (plantes, nombreux procaryotes) synthétisent tous les coenzymes nécessaires à leur métabolisme.

### Participation à la catalyse
Il existe quelques dizaines de coenzymes connus, pour plusieurs milliers d'enzymes : la spécificité de la réaction dépend uniquement de l'apoenzyme et non du coenzyme. Les coenzymes substrats sont régénérés et retournent à leur état initial, soit au cours du cycle catalytique de l'enzyme lui-même, soit lors d'une seconde réaction enzymatique.
Dans leur structure chimique, les coenzymes sont souvent riches en électrons π (par un ou plusieurs noyaux aromatiques) qui contribuent à leur fonc-tion dans le cycle catalytique de l'enzyme. Elles réagissent stœchiométriquement (mole à mole) durant la réaction enzymatique.

## Types
Les coenzymes ont des rôles variés. Il est possible de distinguer les coenzymes par leur rapport structural avec l'apoenzyme mais cette approche se heurte aux rôles de ces coenzymes.

### Première approche
- Comme substrats particuliers (cosubstrats) comme des coenzymes rédox (NAD, FAD, groupements héminiques, etc.), l'ATP.  L'enzyme utilise le coenzyme qui sera régénéré dans une autre réaction inverse (le NAD transformé en NADH est régénéré par la chaine respiratoire par exemple), l'ATP est produit par une réaction très exergonique ou par l'ATP synthase liée à la chaine respiratoire.
- Comme activateurs de substrats (coenzyme A, biotine…) permettant le transfert sur un substrat d'autres molécules comme le CO2 (biotine) ou permettant au substrat activé des réactions sinon difficiles (coenzyme A dans l'acétyl-CoA…).
- Comme partie du site actif catalytique (thiamine pyrophosphate, pyridoxal-phosphate…) : le coenzyme réalise la réaction, l'holoenzyme assurant la spécificité.

### Deuxième approche
- Des coenzymes rédox (qui existent donc sous deux formes, réduite et oxydée) : ces coenzymes transfèrent des électrons (et éventuellement des protons) à partir d'un substrat pour les placer sur un autre substrat (ex. : production de NADH dans la glycolyse puis consommation du NADH dans la fermentation lactique ou dans la chaine respiratoire). Ce sont le plus souvent des cosubstrats.
- Des coenzymes de transfert de groupements comme le phosphate (ATP), le CO2 (Biotine), un groupement 2-oxo (Thiamine pyrophosphate).
- Des coenzymes activateurs de substrats (qui peuvent être classés aussi dans les précédents).

Classer est parfois difficile : des transferts de groupements sont parfois liés à des réactions rédox intermédiaires (voir cobalamine dans la méthyl-malonyl mutase par exemple dans Wikipedia en anglais).

## Classification
Coenzymes d'oxydoréduction :

Structure du nicotinamide adénine dinucléotide (NAD).

- nicotinamide adénine dinucléotide (NAD+/NADH, H+) ;
- nicotinamide adénine dinucléotide phosphate (NADP+/NADPH, H+) ;
- flavine mononucléotide (FMN/FMNH2) ;
- flavine adénine dinucléotide (FAD/FADH2) ;
- coenzyme Q (CoQ/CoQH2) ;
- cytochromes (Cyt[Fe3+]/Cyt[Fe2+]) ;
- glutathion ;
- acide ascorbique (vitamine C) ;
- acide lipoïque ou lipoate ;
- cluster fer-soufre.

Structure du coenzyme A, impliqué dans le transport de groupements acyle entre différentes enzymes.

Coenzymes de transfert de groupements :
- adénosine triphosphate (ATP/ADP/AMP) ;
- cytidine triphosphate (CTP/CDP/CMP) ;
- guanosine triphosphate (GTP/GDP/GMP) ;
- thymidine triphosphate (TTP/TDP/TMP) ;
- uridine triphosphate (UTP/UDP/UMP) ;
- coenzyme A (CoA-SH) ;
- thiamine pyrophosphate (TPP) ;
- pyridoxal phosphate (PALP) ;
- biotine (vitamine B8) ;
- 3'-phosphoadénosine 5'-phosphosulfate (PAPS) ;
- S-adénosylméthionine (SAM) ;
- cobalamine (coenzyme B12) ;

Coenzymes d'activation :
cette catégorie rassemble certaines des coenzymes précédemment citées, comme le coenzyme A.

## Vitamines et dérivés
De nombreux coenzymes sont issus de vitamines. Le tableau ci-dessous en dresse une liste. Attention, la notion de vitamine est reliée à l'espèce : l'acide ascorbique est une vitamine chez l'homme mais chez le rat.
Certains êtres vivants dits prototrophes utilisent des coenzymes mais les synthétisent. Leur culture pour les bactéries pourra être réalisée sur milieu minium ne contenant qu'une source de carbone.
| Cofacteur/Coenzyme                                                 | Vitamine (chez l'homme) | Groupe transféré ou mode d'action                                            | Distribution                         |
| ------------------------------------------------------------------ | ----------------------- | ---------------------------------------------------------------------------- | ------------------------------------ |
| Thiamine pyrophosphate                                             | Thiamine (B1)           | transfert de groupe acyle                                                    | Ubiquitaire                          |
| NAD+ and NADP+                                                     | Niacin (B3)             | Électrons                                                                    | Ubiquitaire                          |
| Pyridoxal phosphate                                                | Pyridoxine (B6)         | transfert de fonction amine vers 2-cétoacide                                 | Ubiquitaire                          |
| Cobalamine et ses dérivés méthylcobalamine et adénosylcobalamine   | Cobalamine(B12)         | transfert de groupe méthyle, méthylcobalamine et l'adénosylcobalamine        | Ubiquitaire                          |
| Biotine                                                            | Biotin (H) ??           | transfert de CO2 (carboxylation)                                             | Ubiquitaire                          |
| Coenzyme A                                                         | Pantothenic acid (B5)   | active un groupe acide carboxylique                                          | Ubiquitaire                          |
| Acide tétrahydrofolique et Folates                                 | Vitamine B9             | transfert de groupes méthyle, formyl ( methanoyl) et methylene and formimino | Ubiquitaire                          |
| Ménaquinone                                                        | Vitamine K2             | Carboxylations                                                               | Ubiquitaire                          |
| Acide Ascorbique                                                   | Vitamin C               | Électrons (substrat réducteur) aux limites de coenzyme…                      | Ubiquitaire                          |
| Flavine adénine dinucléotide (FAD) et Flavine mononucléotide (FMN) | Riboflavin (B2)         | Électrons                                                                    | Ubiquitaire                          |
| Coenzyme F420                                                      | Riboflavin (B2)         | Électrons                                                                    | Methanogens and some bacteria        |
| Adenosine triphosphate ATP                                         | -                       | transfert de phosphate                                                       | Ubiquitaire                          |
| S-Adénosyl methionine (SAM)                                        | -                       | transfert de groupe méthyle                                                  | Ubiquitaire                          |
| Coenzyme Q (= Ubiquinone)                                          | -                       | Électrons                                                                    | Ubiquitaire                          |
| Cytidine triphosphate                                              | -                       | Diacylglycerols and lipid head groups ??? transfert de phosphate             | Ubiquitaire                          |
| Glutathion                                                         | -                       | Électrons (substrat réducteur) aux limites de coenzyme…                      | Des bactéries et nombreux eucaryotes |
| Hème                                                               | -                       | Électrons                                                                    | Ubiquitaire                          |
| Acide lipoïque                                                     | -                       | Électrons et transfert de groupe acyl                                        | Ubiquitaire                          |
| Molybdoptérine                                                     | -                       | ???                                                                          | Ubiquitaire                          |
| Nucleotide sugars                                                  | -                       | Oses                                                                         | Ubiquitaire                          |
| 3'-Phosphoadenosine-5'-phosphosulfate                              | -                       | transfert de sulfate                                                         | Ubiquitaire                          |
| Pyrroloquinoline quinone                                           | -                       | Électrons                                                                    | Bactéries                            |
| Tétrahydrobioptérine                                               | -                       | ???                                                                          | Ubiquitaire                          |
| Tétrahydromethanoptérine                                           | -                       | transfert de groupe monocarboné (méthanogenèse)                              | Méthanogènes                         |
| Coenzyme B                                                         | -                       | Électrons                                                                    | Méthanogènes                         |
| Coenzyme M                                                         | -                       | transfert de groupe méthyle (méthanogenèse)                                  | Méthanogènes                         |
| Méthanofurane                                                      | -                       | transfert de groupes monocarbonés (méthanogenèse)                            | Méthanogènes                         |

voir aussi : http://www.ebi.ac.uk/thornton-srv/databases/CoFactor/glossary.php